# Pomnik (film)
Pomnik (tyt. oryg. Monumenti) – albański film fabularny z roku 1977 w reżyserii Dhimitra Anagnosti, na motywach opowiadania Burhana Kukeliego Lulishtari plak.

## Opis fabuły
Akcja filmu rozgrywa się w czasie II wojny światowej. Stary ogrodnik Llambi mimo toczącej się wojny próbuje najlepiej jak umie opiekować się kwiatami. Niemcy chcą, aby Llambi wykonał kilka wieńców dla ich kolegów, zabitych przez partyzantów. Llambi wykonuje piękny wieniec, ale ostatecznie kładzie go w miejscu, gdzie spoczywa młody partyzant, poległy w walce. Kiedy przychodzą Niemcy, aby zabrać wieniec dochodzi do walki z partyzantami, w której bierze udział także stary ogrodnik.
Film realizowano w Bilisht, w okręgu Korcza.

## Obsada
- Fatos Haxhiraj jako fotograf
- Pandi Raidhi jako ogrodnik
- Rikard Ljarja jako wieśniak
- Guri Koço jako dowódca
- Arben Imami
- Brunilda Lato